# Irene Escolar
Irene Escolar, née le 19 octobre 1988 à Madrid, est une actrice espagnole.

## Biographie
Sa grand-mère était l'actrice Irene Gutiérrez Caba (es), et son père est le producteur de cinéma José Luis Escolar Gutiérrez (ca).
Irene Escolar est surtout une actrice de théâtre peu connue du public jusqu'à sa participation à la série historique Isabel dans laquelle elle incarne durant la dernière saison Jeanne la Folle (en espagnol Juana la Loca). 
Ce rôle lui permet d'être reconnu de la profession avec une nomination aux Premios unión de actores y actrices et un prix d'interprétation venant des États-Unis.

## Filmographie

### Cinéma
- 2003 : Disparitions (Imagining Argentina) de Christopher Hampton : Eurydice
- 2004 : Le Septième Jour (El septimo dia) de Carlos Saura : Antonia
- 2007 : Canciones de amor en Lolita's Club de Vicente Aranda : Jennifer
- 2008 : Los girasoles ciegos de José Luis Cuerda : Elenita
- 2009 : Road to Santiago de Pérez eduardo Vidal : Laura
- 2010 : Cruzando el límite de Xavi Giménez : Nuria
- 2010 : El idioma imposible de Rodrigo Rodero : Elsa
- 2013 : Gente en sitios de Juan Cavestany :
- 2013 : Presentimientos de Santiago Tabernero : Sandra
- 2014 : Las ovejas no pierden el tren d'Alvaro Fernandez Armero : Natalia
- 2015 : Un otoño sin Berlín de Lara Izagirre : June
- 2016 : Finding Altamira de Hugh Hudson : María adulta
- 2016 : Gernika de Koldo Serra : la cousine Isabel
- 2016 : La Corona Partida de Jordi Frades : Juana I de Castilla
- 2017 : Dans la peau du loup (Bajo la piel de lobo) de Samu Fuentes : Adela
- 2018 : Las leyes de la termodinámica de Mateo Gil : Raquel
- 2021 : Compétition officielle (Competencia oficial) de Mariano Cohn et Gastón Duprat : Diana Suárez
- 2022 : Venez voir (Tenéis que venir a verla) de Jonás Trueba : Susana
- 2023 : Les filles vont bien (Las chicas estan bien) d'Itsaso Arana : Irene

### Courts-métrages
- 2004 : Chatarra
- 2004 : Ratas
- 2007 : Seis o siete veranos
- 2009 : 3 de Mayo
- 2014 : Isabel Isabellae
- 2016 : The Darkness Keeper

### Télévision

#### Séries télévisées
- 2004 : El comisario
- 2006 : Protagonistas del recuerdo : Elle-même
- 2007 : Cartelera : Elle-même
- 2008 : Lex
- 2009 : B Cult : Elle-même
- 2009-2010 : Miradas 2 : Elle-même
- 2010 : Sé lo que hicisteis la última semana : Elle-même
- 2011 : A escena : Elle-même
- 2011 : Mi reino por un caballo : Elle-même
- 2013-2016 : ¡Atención obras! : Elle-même
- 2013-2017 : Días de cine : Elle-même / Elle-même - Interviewee
- 2014 : Isabel : Jeanne la Folle
- 2015 : Amigas y conocidas : Elle-même
- 2016 : Historia de nuestro cine : Elle-même - Panelist
- 2019 : Dime quién soy d'après le roman de Julia Navarro : Amelia Garayoa
- 2024 : Les Ombres du passé : Paula

#### Téléfilms
- 2009 : Premios Fotogramas de Plata 2008 : Elle-même - Audience Member
- 2014 : Cómo se hizo 'Isabel' : Elle-même - Juana I de Castilla
- 2016 : Premios Goya 30 edición : Elle-même - Winner: Best New Actress
- 2016 : XIX Premios Max : Elle-même - Nominee: Best Featured Actress
- 2017 : La princesa Paca : Paca